# Wacław Sieroszewski

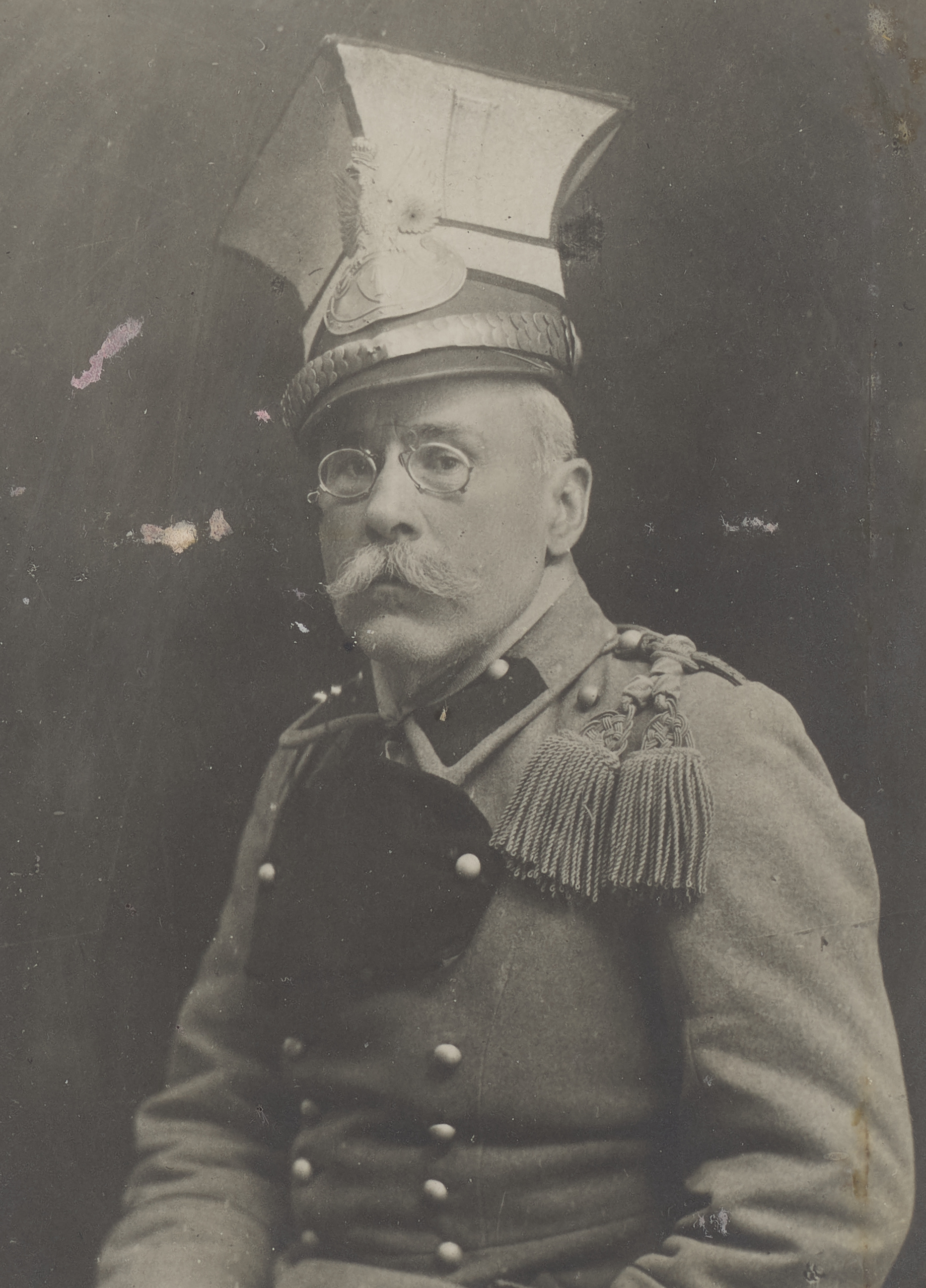
Wacław Sieroszewski, około 1915

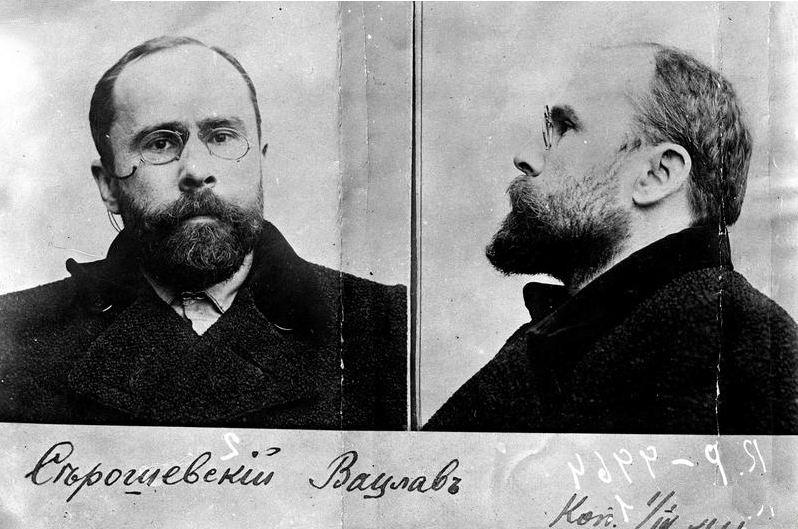
Wacław Sieroszewski. Zdjęcie policyjne z akt Ochrany, 1910

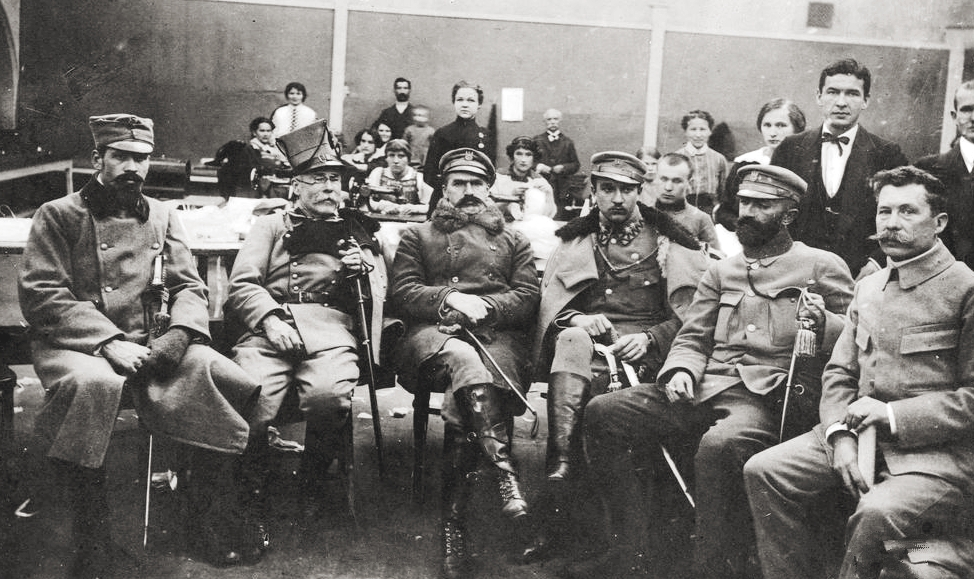
Oficerowie Legionów, Zakopane 16 grudnia 1914. Od lewej Tytus Czaki, Wacław Sieroszewski, Józef Piłsudski, Tadeusz Kasprzycki, Walery Sławek

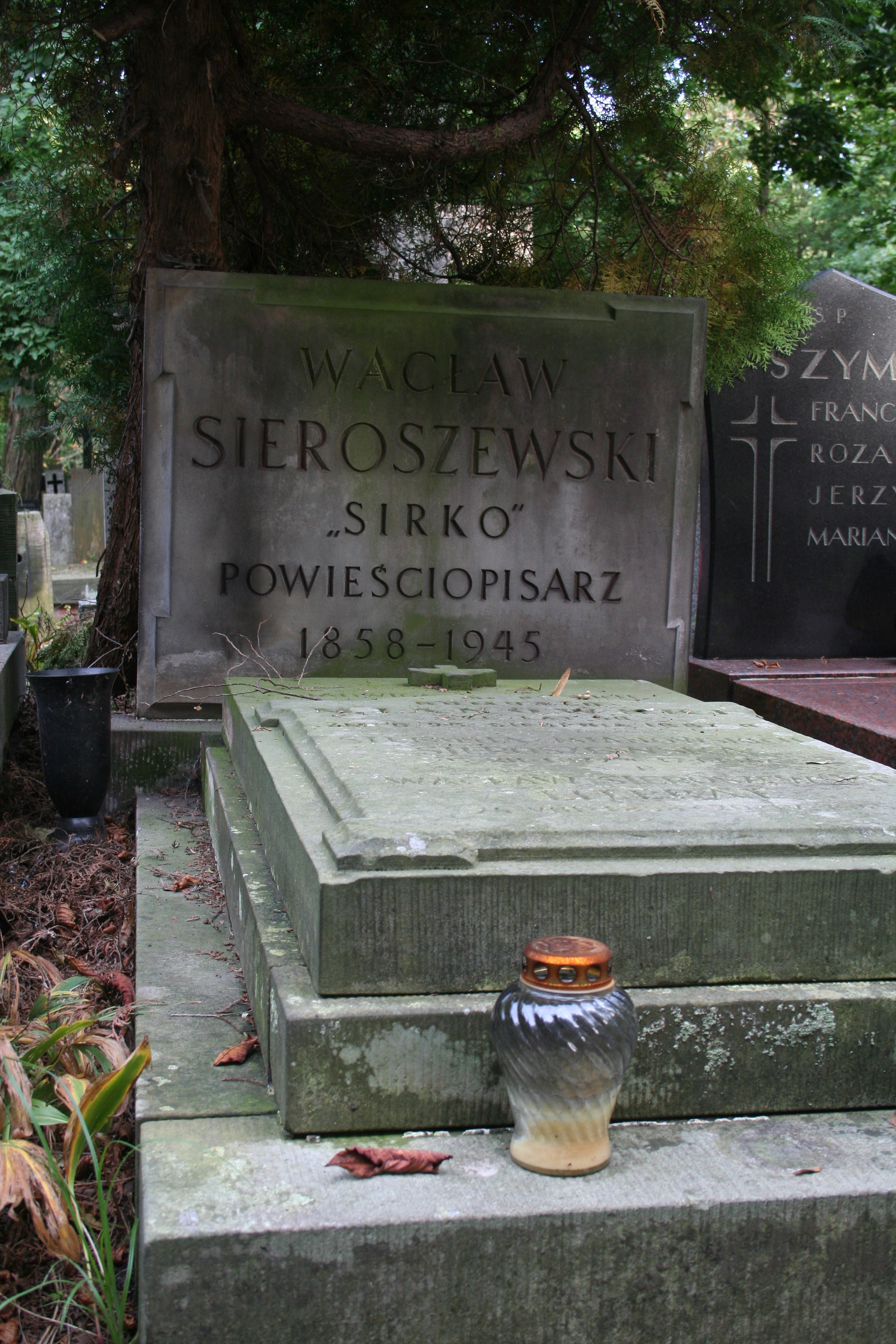
Grób Wacława Sieroszewskiego na warszawskich Powązkach

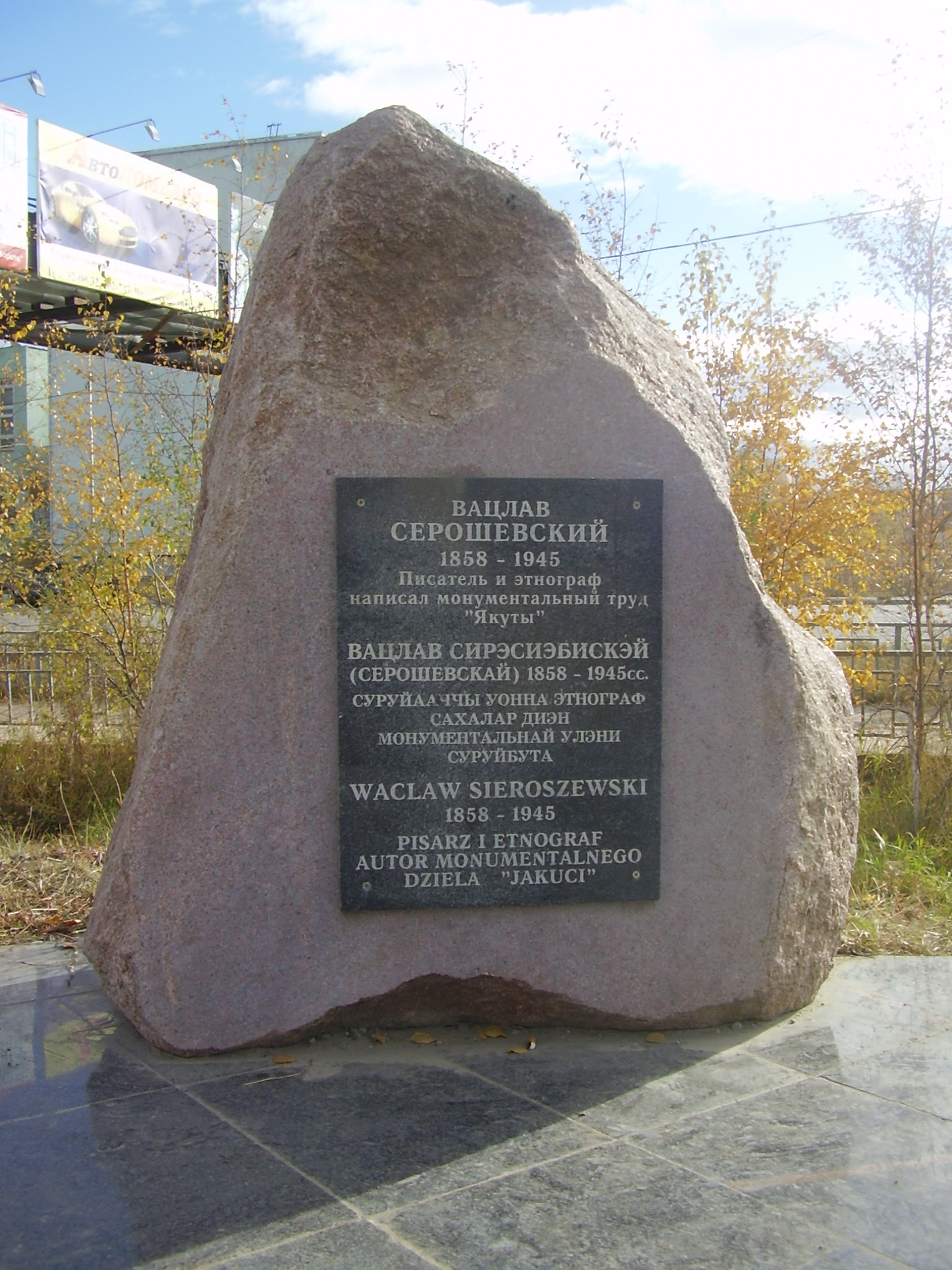
Pomnik Wacława Sieroszewskiego w Jakucku (zniszczone w 2023 r.)

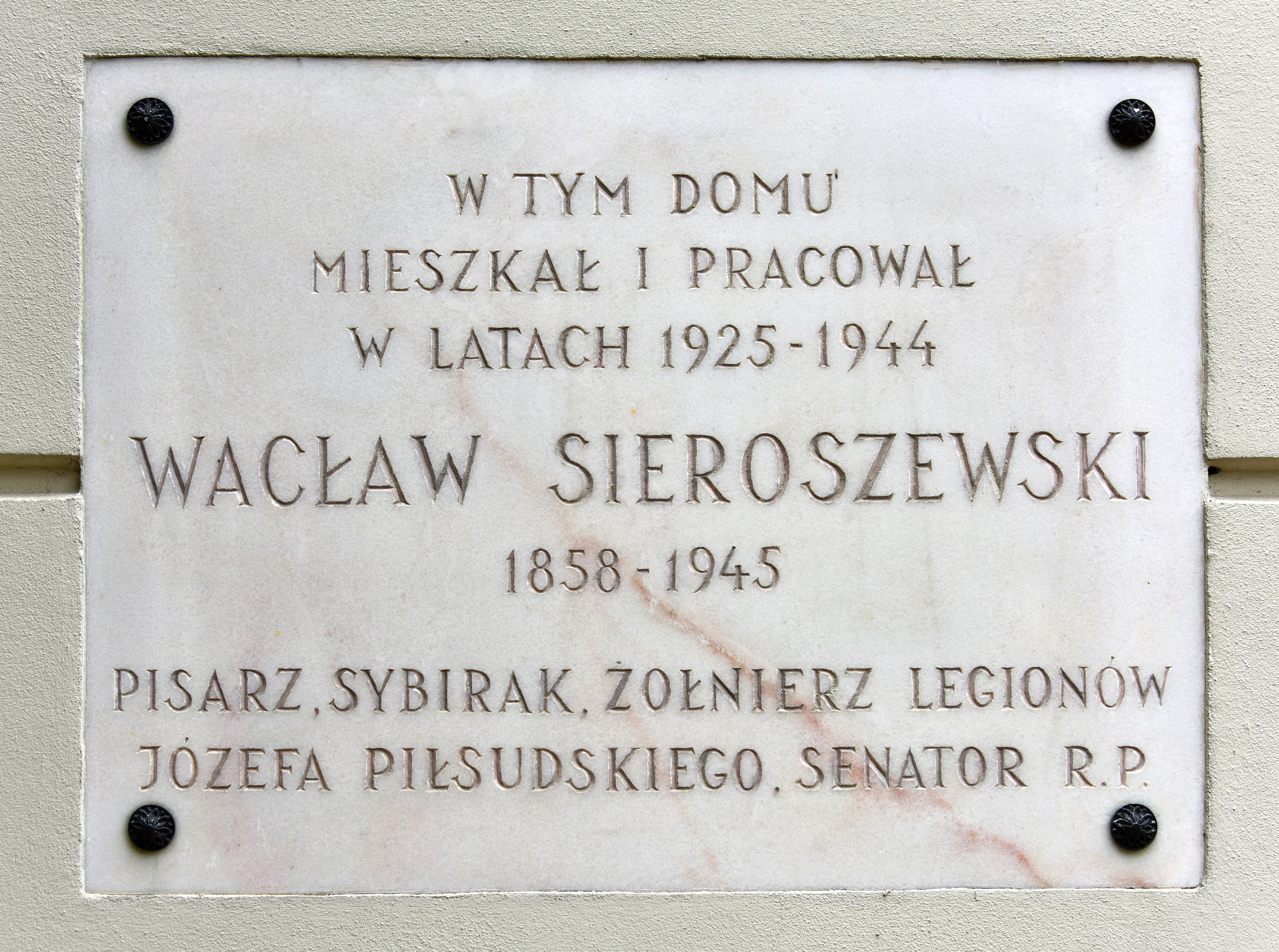
Tablica pamiątkowa przy ul. Górnośląskiej 16 w Warszawie

Wacław Kajetan Sieroszewski herbu Nabram, ps. Wacław Sirko (ur. 24 sierpnia 1858 w Wólce Kozłowskiej, zm. 20 kwietnia 1945 w Piasecznie) – polski działacz niepodległościowy, kawaler Orderu Virtuti Militari, pisarz, tworzący na pograniczu czterech epok: pozytywizmu, Młodej Polski, dwudziestolecia międzywojennego oraz współczesności, zesłaniec na Syberię, podróżnik, badacz, etnograf Syberii i działacz niepodległościowy, poseł III kadencji i senator IV kadencji w II RP.

## Życiorys

### Młodość i więzienie
Po uwięzieniu ojca za udział w powstaniu styczniowym i śmierci matki pozostawał pod opieką rodziny. Za udział w tajnych stowarzyszeniach patriotycznych został wydalony przez władze rosyjskie z V klasy gimnazjum. Praktykował jako terminator ślusarski, uczył się w kolejowej Szkole Technicznej. Związany z ruchem socjalistycznym, zakładał kółka i kasy oporu wśród robotników. Aresztowany w 1878 i osadzony w X Pawilonie Cytadeli Warszawskiej. W 1879, podczas buntu więźniów, rzucił w generała ramą wyrwaną z okna. Ten czyn został zakwalifikowany jako próba zamachu, groziła mu za niego kara śmierci. Jednak sam poszkodowany, gen. Ulrych podczas procesu, mającego miejsce 22 lipca 1879 r. stwierdził, że okiennica nie została rzucona umyślnie, była źle przymocowana i wypadła z rąk młodemu Wacławowi. Sieroszewskiego skazano na 8 lat twierdzy. Wyrok Wacława został jednak złagodzony przez gubernatora hr gen. Pawła Kotzebue, na zesłanie i osiedlenie na najdalszych krańcach Syberii.

### Zesłanie
W 1880 przybył do Wierchojańska, gdzie spędził 3 lata, zajmując się głównie prowadzeniem warsztatu kowalskiego, myślistwem oraz wyrobem biżuterii. W maju 1880 r. Wacław ożenił się z dwudziestoletnią Jakutką, Ariną Czełba-Kysą, siostrą żony Jana Zaborowskiego, zesłanego za udział w powstaniu styczniowym. Wacław dwukrotnie podejmował próbę ucieczki. W obu przypadkach współorganizatorką była żona Sieroszewskiego. Z pierwszej ucieczki zesłańcy zawrócili sami, natomiast druga – przygotowywana przy wsparciu amerykańskich rozbitków z wyprawy George’a De Longa, a także ze strony finansowej przez Adama Szymańskiego – skończyła się złapaniem uciekających. Uznanemu za przywódcę dezerterów Sieroszewskiemu drugi raz w życiu groziła kara śmierci; skazano go na pięć uderzeń knutem, co mogło spowodować zgon. W Wierchojańsku brakowało kata i wyrok został zamieniony na wieczyste osiedlenie w obszarze oddalonym o ponad „sto wiorst od drogi handlowej, rzeki, i miasta”. Kolejne miejsca zesłania Sieroszewskiego to: Srednie Kołymsk, Andyłach, Bajagantajski Ułus, Namski Ułus. Pobyt w Namskim Ułusie umożliwił spisanie relacji etnograficznych dotyczących Jakutów i ich wierzeń, w tym wielokrotnie cytowanych w literaturze etnologicznej i religioznawczej dotyczącej szamanizmu. Było to możliwe dzięki znajomości z jakuckim szamanem, Tusputem. W 1890 roku zaowocowało to opublikowaniem w rosyjskim czasopiśmie „Sybirskij Sbornik” artykułu „Kak i wo czto wierujut Jakuty”, a z czasem relacje te stały się podstawą dla monografii Dwanaście lat w kraju Jakutów. Po przyjęciu Wacława do gminy Tiuchtiur w 1890 roku, możliwe było nadanie mu w 1892 roku paszportu osiedleńczego, dającego mu możliwość poruszania się po całej Syberii Wschodniej. Umożliwiło mu to osiedlenie się w Irkucku w 1892, dwa lata później przeniósł się do Petersburga. Dzięki dofinansowaniu z Cesarskiego Towarzystwa Geograficznego mógł zająć się szczegółowymi badaniami nad Jakucją, został włączony do Irkuckiego oddziału tej instytucji. W 1896 roku w Petersburgu wydano dzieło Wacława Sieroszewskiego Jakuty. Opyt etnograficzeskogo issledowanija, tom 1. Książkę nagrodzono złotym medalem Cesarskiego Towarzystwa Geograficznego, a wskutek zabiegów Grigorija Potanina i Piotra Siemionowa pozwolono Wacławowi na powrót do ojczyzny.

### Powrót do Polski, wyprawy badawcze na Daleki Wschód
W 1900 roku nakładem Karpińskiego ukazało się polskie wydanie monografii o Jakutach, nosi ono tytuł Dwanaście lat w kraju Jakutów.  W 1900 za udział w manifestacji w rocznicę odsłonięcia Pomnika Adama Mickiewicza w Warszawie został aresztowany i wydalony z Kongresówki. Dzięki poparciu Rosyjskiego Towarzystwa Geograficznego w latach 1903–1904 odbył wyprawę na Daleki Wschód Rosji (badał życie tamtejszych narodów) i wyprawę badawczą na wyspy japońskie. W 1903 na Hokkaido, w towarzystwie Bronisława Piłsudskiego przeprowadził badania nad Ajnami. W 1904 przez Koreę, Chiny, Cejlon i Egipt powrócił do Warszawy. Swoje doświadczenia z wyprawy na Hokkaido przedstawił w książce Wśród kosmatych ludzi.

### Walka o niepodległość i życie w II Rzeczypospolitej
W czasie rewolucji w 1905 więziony kolejno na Pawiaku i w X Pawilonie. Wyjechał do Galicji, przebywał głównie w Krakowie i Zakopanem. W latach 1910–1914 mieszkał w Paryżu. Wstąpił do Związku Strzeleckiego.
W 1914 roku wstąpił do Legionów Polskich. Walczył w szeregach 1 pułku ułanów Legionów Polskich, awansował na podoficera. 15 grudnia 1915 roku został zwolniony ze służby „z powodu podeszłego wieku i złego stanu zdrowia”. Dowództwo Legionów Polskich zatwierdziło jego zwolnienie dopiero 7 lipca 1917 roku. Członek Centralnego Komitetu Narodowego w Warszawie (XI 1916 – V 1917).
W 1918 jako przywódca Stronnictwa Niezawisłości Narodowej został ministrem informacji i propagandy w Tymczasowym Rządzie Ludowym Republiki Polskiej w Lublinie.
Był delegatem na zjazd Związku Zawodowego Literatów Polskich 4 lutego 1922 w Warszawie. W latach 1927–1930 był prezesem ZZLP. Od 1927 zasiadał w składzie Kapituły Orderu Odrodzenia Polski. 1 lipca 1928 otrzymał godność członka honorowego założonego w tym roku Związku Sybiraków oraz został wybrany na członka zarządu głównego tej organizacji. W 1933 został członkiem Polskiej Akademii Literatury. Pod koniec lat 30. jako prezes PAL był członkiem zarządu Towarzystwa Wyższej Szkole Dziennikarskiej w Warszawie.
Sprawował mandat senatora RP IV kadencji (1935–1938), powołany przez prezydenta. W parlamencie 5 grudnia 1935 został wybrany na prezesa klubu dyskusyjnego posłów i senatorów uczestników walk o niepodległość. W czasie okupacji niemieckiej mieszkał w Warszawie. Zmarł 20 kwietnia 1945 w Piasecznie. Pochowany został na cmentarzu Powązkowskim (kwatera 209-2-14).

### Dorobek literacki i naukowy
Napisał wiele powieści, nowel i książek opisujących życie na Dalekim Wschodzie. Głównie znany jest jako autor powieści. Napisał także kilka książek o charakterze naukowym, opisujących życie takich społeczności azjatyckich jak Jakuci, Koreańczycy oraz Ajnowie. Sieroszewski nie patrzył na krajowców, tak jak zwykli to niejednokrotnie czynić antropolodzy z krajów kolonizatorskich, nawiązywał on wśród syberyjskiego ludu przyjaźnie, zawierał znajomości, nawet założył rodzinę, udało mu się więc wniknąć do opisywanego społeczeństwa, poznać je od środka.

## Twórczość
- Dzieła zbiorowe (tomy 1–25, 1931–1935)
- Dzieła (tomy 1–20, 1958–1963)

### Prace etnograficzne
- Dwanaście lat w kraju Jakutów tom 1, tom 2
- Korea. Klucz Dalekiego Wschodu
- Wśród kosmatych ludzi
- Ze świata
- W niepodległej Mongolii

### Beletrystyka
- Na kresach lasów (1894) – powieść
- W matni (1897) – zbiór opowiadań
- Latorośle – opowiadanie
- Jesienią – opowiadanie
- Chajlach – opowiadanie
- Skradziony chłopak – opowiadanie
- W ofierze bogom – opowiadanie
- Czukcze – opowiadanie
- Risztau (1899) – powieść
- Dno nędzy (1900) – opowiadanie
- Powieści chińskie (1903) – zbiór opowiadań
- Ucieczka (1904) – powieść
- Ol-Soni-Kisań – opowiadanie
- Z życia Korei – opowiadanie
- Zamorski diabeł (1903 w Powieściach chińskich, 1909 w wersji zmienionej) – powieść (Wydawnictwo Śląsk, Katowice 1988)
- Z fali na falę (1910) – zbiór opowiadań
- Bajka o Żelaznym Wilku (1911)
- Józef Piłsudski (1915)
- Beniowski (1916) – powieść
- Ocean (1917) – powieść, ciąg dalszy Beniowskiego
- W szponach (1918) – powieść
- Łańcuchy (1919) – powieść
- Topiel (1921) – powieść
- Miłość samuraja (1926)[21] – powieść o miłości ronina i gejszy z Yoshiwary
- Zacisze (1931) – powieść
- Brama na świat (Gdynia) (1933)
- Dalaj-Lama (1935) – powieść
- Dary Wiatru Północnego (1936) – powieść
- Wśród lodów – opowiadanie

### Sztuki teatralne
- Bolszewicy

### Scenariusze filmowe (współautor)
- Na Sybir i Wiatr od morza K. Czyńskiego (1930)
- Rok 1914 H. Szaro (1932)
- Dziewczyna szuka miłości R. Gantkowskiego (1938)

## Ordery i odznaczenia
- Krzyż Srebrny Orderu Wojskowego Virtuti Militari nr 5441 (17 maja 1922)[22][23]
- Wielka Wstęga Orderu Odrodzenia Polski[24] (10 listopada 1933)[25]
- Krzyż Komandorski z Gwiazdą Orderu Odrodzenia Polski (30 kwietnia 1927)[26][27]
- Krzyż Komandorski Orderu Odrodzenia Polski (2 maja 1923)[28][29]
- Krzyż Niepodległości (19 grudnia 1930)[30]
- Krzyż Walecznych[24]
- Odznaka Pamiątkowa „Pierwszej Kadrowej”[31]
- Krzyż Komandorski Orderu Legii Honorowej (Francja)[24]

## Nagrody
- Nagroda im. Elizy Orzeszkowej[32]